# Khu vực quốc hội
Khu vực quốc hội (tiếng Anh: congressional district), hay còn gọi là phân khu quốc hội, tương đồng như khu vực bầu cử, là một phân khu hành chính được ấn định để người dân trong khu vực được bầu cử đại diện (dân biểu) lên cơ quan lập pháp cao hơn trong quốc hội. Các quốc gia hiện đang sử dụng hệ thống phân cấp này gồm Hoa Kỳ, Philippines và Nhật Bản.

## Hoa Kỳ
Hiện tại có tất cả 435 khu vực quốc hội trên toàn Hoa Kỳ, mỗi khu vực này đại diện trung bình cho khoảng 600.000 người. Cục Điều tra Dân số Hoa Kỳ thuộc Bộ Thương mại Hoa Kỳ tiến hành điều tra dân số cứ mỗi mười năm 1 lần để lấy các số liệu về dân số giúp quyết định số khu vực quốc hội cho từng tiểu bang.  Tiểu bang đông dân nhất Hoa Kỳ là California có nhiều khu vực quốc hội nhất với con số 53 khu vực.  Các tiểu bang có duy nhất 1 khu vực quốc hội là: Alaska, Delaware, Montana, Bắc Dakota, Nam Dakota, Vermont, và Wyoming.

### Phân chia các khu quốc hội
Các tiểu bang tại Hoa Kỳ có hơn một dân biểu thì phải được phân chia thành các khu quốc hội mà theo đó mỗi khu quốc hội chỉ bầu ra một dân biểu. Điều này là quy định chính thức của liên bang kể từ năm 1967. Trước khi có quy định này thì một số tiểu bang đã dùng hình thức bầu đại diện trên toàn tiểu bang. Theo hình thức, các tiểu bang sẽ vẽ lại ranh giới khu quốc hội sau mỗi lần điều tra dân số mặc dù họ có thể làm điều này vào dịp khác. Mỗi tiểu bang quyết định về ranh giới giữa các khu quốc hội của mình, bằng cách thông qua luật hoặc qua các ban đặc trách không đảng phái. "Phân chia khu quốc hội sai" là bất hợp hiến và các khu quốc hội phải gần bằng nhau theo dân số. Đạo luật về quyền bầu cử nghiêm cấm các tiểu bang cố biến đổi các khu quốc hội để giảm sức mạnh đầu phiếu của các nhóm dân thiểu số.